# 山岸站
山岸站（日语：／ Yamagishi eki */?）是位於岩手縣盛岡市山岸二丁目，東日本旅客鐵道（JR東日本）的山田線車站。

## 歷史
- 1951年（昭和26年）1月10日：日本國有鐵道山岸臨時乘降場啟用[1]
- 1952年（昭和27年）2月10日：升級至車站，山岸站啟用。
- 1987年（昭和62年）4月1日：伴隨國鐵分割民營化，車站由東日本旅客鐵道（JR東日本）營運[1]。
- 1998年（平成10年）3月14日：所有快速「谷灣」列車均停靠此站[2]。

## 車站構造
車站是一座地面車站，設有1面1線的單式月台。此站沒有車站大樓，月台上設有候車室。車站出入口方面，一共設有3處，分別位於月台西邊、月台東邊和候車室。
此站是由盛岡站管理的無人車站。

## 車站周邊
車站位於兩邊丘陵地帶的中央（山谷位置）。車站周邊設有住宅區和商業區。
- 永福寺
- 紅葉丘團地
- 櫻丘團地
- 中津川（日语：中津川 (岩手県)）
- 盛岡山岸郵局
- 岩手銀行 山岸分店
- 盛岡信用金庫（日语：盛岡信用金庫） 山岸支店
- 盛岡市立山岸小學
- 淺岸駐在所
- 盛岡地域職業訓練中心
- 岩手縣交通（日语：岩手県交通）「紅葉丘團地前」巴士站

## 相鄰車站
東日本旅客鐵道（JR東日本）
■山田線
□快速「谷灣」、■普通
上盛岡－山岸－上米內

## 注腳
1. 1 2  曾根悟（監修）. 朝日新聞出版分冊百科編集部（編集） , 编. . 週刊朝日百科. 21号 釜石線・山田線・岩泉線・北上線・八戸線. 朝日新聞出版. 2009-12-06: 18-19 （日语）.
2. ↑  “盛岡・山岸駅に快速3本停車 来年3月からJR”. 岩手日報 (岩手日報社): p.17 (1997年12月20日 朝刊)

## 外部連結
- 車站資訊（山岸）：東日本旅客鐵道（日語）